# Alois Grussmann
Alois Grussmann (ur. 6 września 1964 w Opawie) – czeski piłkarz występujący na pozycji pomocnika. Wcześniej reprezentant Czechosłowacji. Trener piłkarski.

## Kariera klubowa
Grussmann karierę rozpoczynał w 1984 roku w Baníku Ostrava OKD. Następnie grał w VP Frýdek-Místek oraz TJ Vítkovice, z którym w 1988 roku dotarł do ćwierćfinału Pucharu UEFA. Przez pięć lat w barwach Vítkovic rozegrał 140 spotkań i strzelił 30 bramek.
W 1991 roku Grussmann przeszedł do hiszpańskiego Realu Betis, grającego w Segunda División. Spędził tam rok, a potem wrócił do ojczyzny, gdzie ponownie został zawodnikiem Baníku Ostrawa. Następnie grał dla TJ Vítkovice oraz Sigmy Ołomuniec, a w 1994 roku trafił do zespołu Kaučuku Opawa, występującego w drugiej lidze czeskiej. W 1995 roku awansował z nim do pierwszej ligi. W 1998 roku Kaučuk zmienił nazwę na SFC Opava. Grussmann grał tam do 2000 roku.
Potem występował jeszcze w Fotbalu Trzyniec, gdzie w 2001 roku zakończył karierę.

## Kariera reprezentacyjna
W reprezentacji Czechosłowacji Grussmann zadebiutował 27 kwietnia 1988 roku w zremisowanym 1:1 towarzyskim meczu ze Związkiem Radzieckim. 6 lutego 1991 roku w wygranym 2:0 towarzyskim pojedynku z Australią strzelił jedynego gola w kadrze. W latach 1988–1991 w drużynie narodowej rozegrał łącznie 5 spotkań.